# Myliobatis freminvillei
Myliobatis freminvillei är en rockeart som beskrevs av Charles Alexandre Lesueur 1824. Myliobatis freminvillei ingår i släktet Myliobatis och familjen örnrockor. IUCN kategoriserar arten globalt som otillräckligt studerad. Inga underarter finns listade i Catalogue of Life.